# Balclutha arhenana
Balclutha arhenana är en insektsart som beskrevs av Dlabola 1967. Balclutha arhenana ingår i släktet Balclutha och familjen dvärgstritar. Arten är reproducerande i Sverige. Inga underarter finns listade i Catalogue of Life.